# 静岡市役所

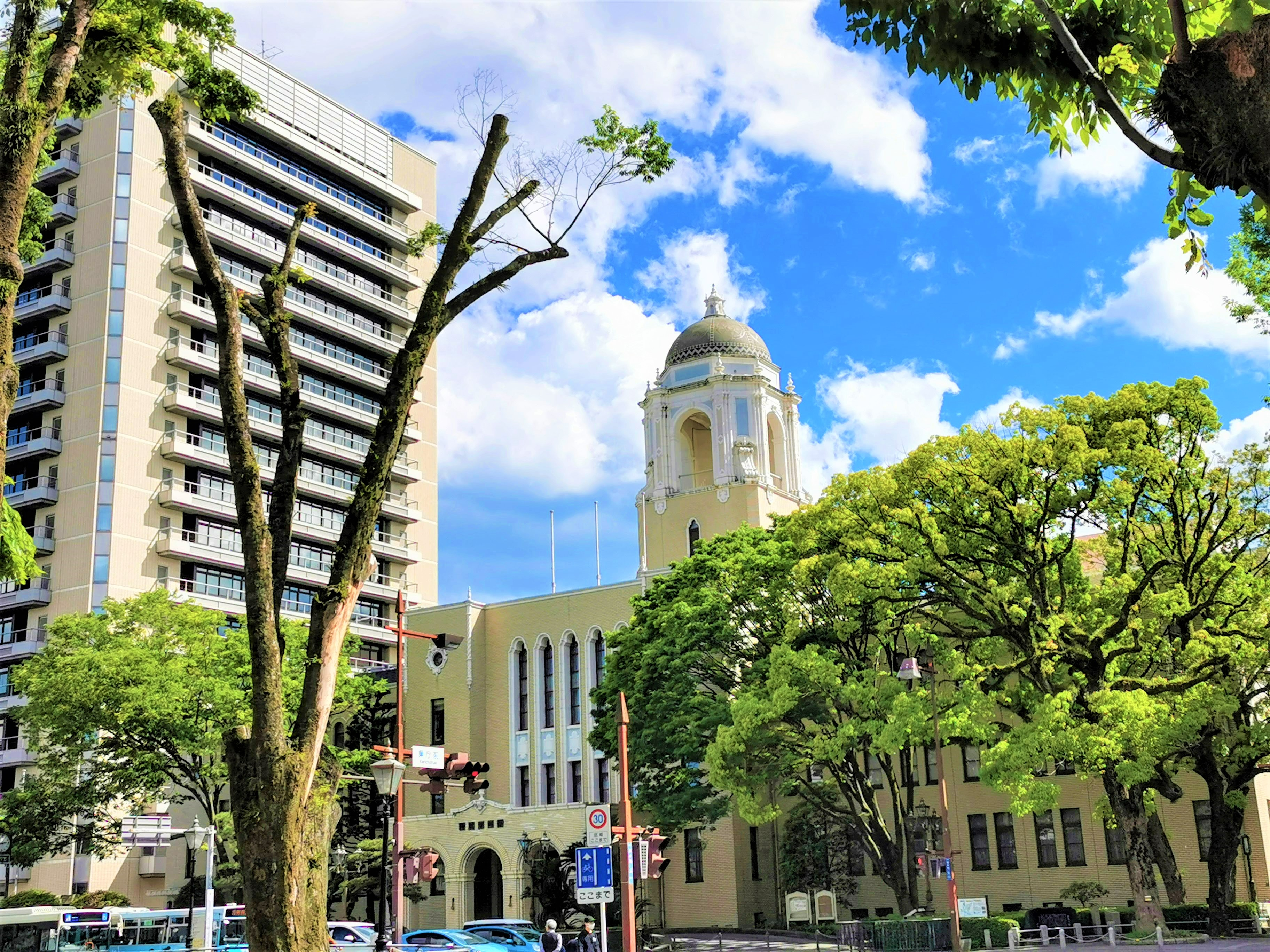
御幸通りより静岡市庁舎

静岡市役所（しずおかしやくしょ）は、地方公共団体である静岡市の執行機関としての事務を行う施設（役所）である。
2005年（平成17年）4月1日の政令指定都市移行に伴い、市役所静岡庁舎（新館）の一部に葵区役所が設置された。

## 静岡庁舎・葵区役所

### 新館（静岡市役所・葵区役所）
| 階  | 静岡市役所 |
| --- | --- |
| 17F | 市民生活部（国際課）、文化スポーツ部（生涯学習推進課）、商工部（経済事務所）、消防部（査察課）、170会議室、展望喫茶                                |
| 16F | 財政部（債権管理対策課）、文化スポーツ部（文化振興課、文化財課）、監査委員事務局、選挙管理委員会事務局、農業委員会事務局                           |
| 15F | 生活文化局（調整室）、市民生活部（市民生活課、区政課）、文化スポーツ部（スポーツ振興課・ホームタウン推進室）、福祉部（障害者福祉課、高齢者福祉課） |
| 14F | 保健福祉子ども局（調整室）、福祉部（福祉総務課、介護保険課）、保健衛生部（保健衛生総務課、健康づくり推進課）                                       |
| 13F | 市民生活部（男女共同参画課）、子ども青少年部（子育て支援課、保育課、青少年育成課、子ども青少年相談センター）、人事委員会（任用課、審査給与課）     |
| 12F | 経営企画部（経営企画課、分権・広域政策課）、税務部（税制課、市民税課）、福祉部（保険年金管理課）                                                   |
| 11F | 経営管理局（調整室）、行政管理部（情報管理課）、サークル室                                                                                         |
| 10F | 経営企画部（行政管理課文書収受・発送、情報管理課統計分析担当）、財政局（調整室）、財政部（財政課、契約課）、税務部（固定資産税課）、入札室、印刷室 |
| 9F  | 経営管理局（調整室）、経営企画部（広報課広聴担当）、行政管理部（行政管理課、人事課、政策法務課、職員厚生課）、特別会議室                           |
| 8F  | 市長室、副市長室、市長公室、経営企画部（広報課広報・報道担当）、行政管理部（秘書課）、市政記者室                                                   |
| 7F  | 都市局（調整室）、都市計画部（都市計画課、交通政策課、開発指導課、市街地整備課・静岡駅周辺整備室、街路課）                                         |
| 6F  | 都市計画部（緑地政策課、公園整備課）、建設局（調整室）、土木部（建設政策課、土木管理課、河川課・巴川総合治水対策室）                               |
| 5F  | 建築部（建築総務課、建築指導課、住宅政策課、公共建築課、設備課）、共有会議室、静岡市振興公社                                                       |
| 4F  | 道路部（道路計画課、道路保全課、高規格道路推進課、道路整備第1課、道路整備第2課）、建設局災害対策本部室                                             |
| 3F  | 税務部（納税課）、土木部（技術政策課）、防災部（防災対策課）、本館連絡通路、食堂、災害対策本部室、保健室                                           |
| 2F  | 水道部（営業課・静岡料金監理室、給水装置課）、下水道部（下水道維持課・静岡下水道維持監理室）、上下水道局会議室                                     |
| 1F  | 会計室（静岡会計課）、総合案内、ラウンジ、警備員室、指定金融機関派出所                                                                             |
| B1F | 来庁者駐車場、売店（デイリーヤマザキ） |
| B2F | 公用車駐車場、B2会議室 |
|     | 葵区役所 |
| 2F  | 総務・防災課、税務課、軽自・証明センター、葵福祉事務所（生活支援課、保育児童課、高齢介護課）、葵区会議室                                           |
| 1F  | まちづくり振興課、戸籍住民課、保険年金課、葵区会議室（災害対策室）                                                                                 |

### 本館

#### 歴史

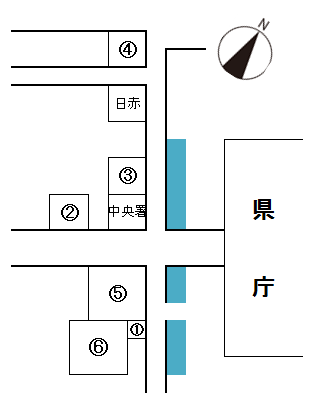
静岡市役所庁舎の変遷

##### 市制施行直後
- 1888年（明治21年）
  - 10月 - 市制準備委員会が成立[5]。
  - 10月6日 - 市制準備委員会により「静岡物産陳列拝借願」を関口隆吉県知事に提出し、市役所に位置を県物産陳列所だった空き家（市役所庁舎の変遷の①の場所）に定める[6][7]。
- 1889年（明治22年）4月1日 - 執務開始[8][9]。
- 1890年（明治23年）
  - 9月1日 - 追手町33番地の庁舎の工事開始[10]。
  - 9月30日 - 県より借用していた元物産陳列所を304円で市が買収[10]。
- 1891年（明治24年）
  - 2月16日 - 追手町33番地[11]（現在の静岡中央警察署裏手・②の場所）に木造二階建新庁舎を竣工[8][9]。
  - 3月1日 - 執務開始[8]。
- 1892年（明治25年）
  - 12月14日 - 人宿町一丁目で発生した火事により静岡市役所も類焼[12][13]。
  - 12月15日 - 宝台院を仮庁舎とし執務を行う[8][13]。
- 1894年（明治27年）3月18日 - 追手町38番地[11]（現在の静岡市消防局葵消防署・③の場所）に木造二階建の市庁舎が再建される[8][9]。
- 1896年（明治29年）- 付属建物の建築完了[8]。
- 1914年（大正3年）- 追手町47番地[14]に敷地購入（④の場所）[8]。
- 1915年（大正4年）- 前方右側に平屋建て1棟を建設[8]。
- 1920年（大正9年）- 前方左側に平屋建て1棟を建設[8]。
- 1921年（大正10年）- 追手町（④の場所）への新庁舎建築を計画するも、資金不足により中止[8]。
- 1922年（大正11年）- 建物に連接し平屋建て1棟を建設[8]。
- 1923年（大正12年）- 本館後方に2階建て1棟を建設[8]。
- 1928年（昭和3年）- 左側平屋建てを2階建てに改造[8]。
- 1930年（昭和5年）- 宮内省の離宮、御用邸の整理計画に基づき静岡御用邸の廃止が決定[15]。

##### あおい塔建設

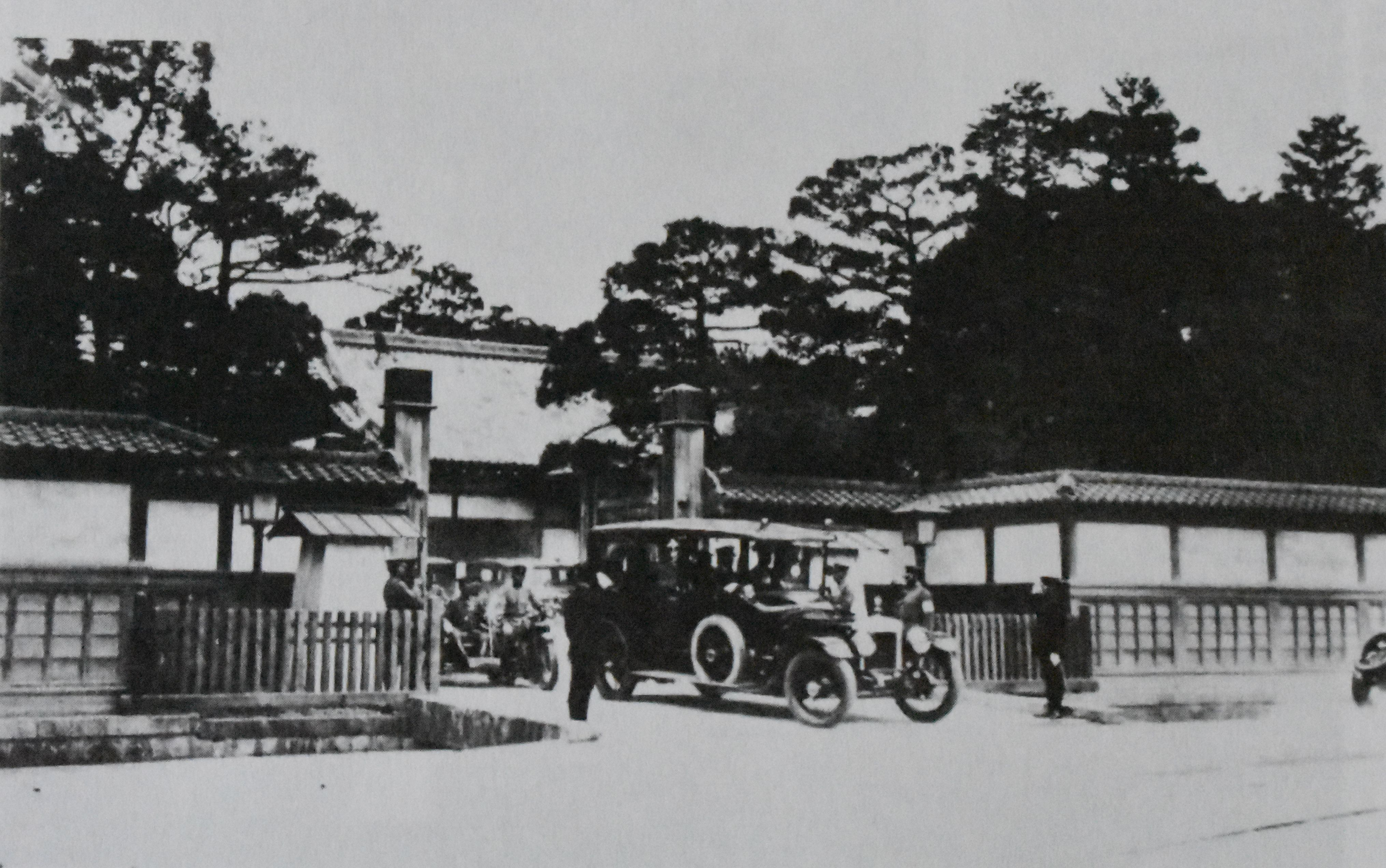
昭和初期頃の静岡御用邸「天皇出御」

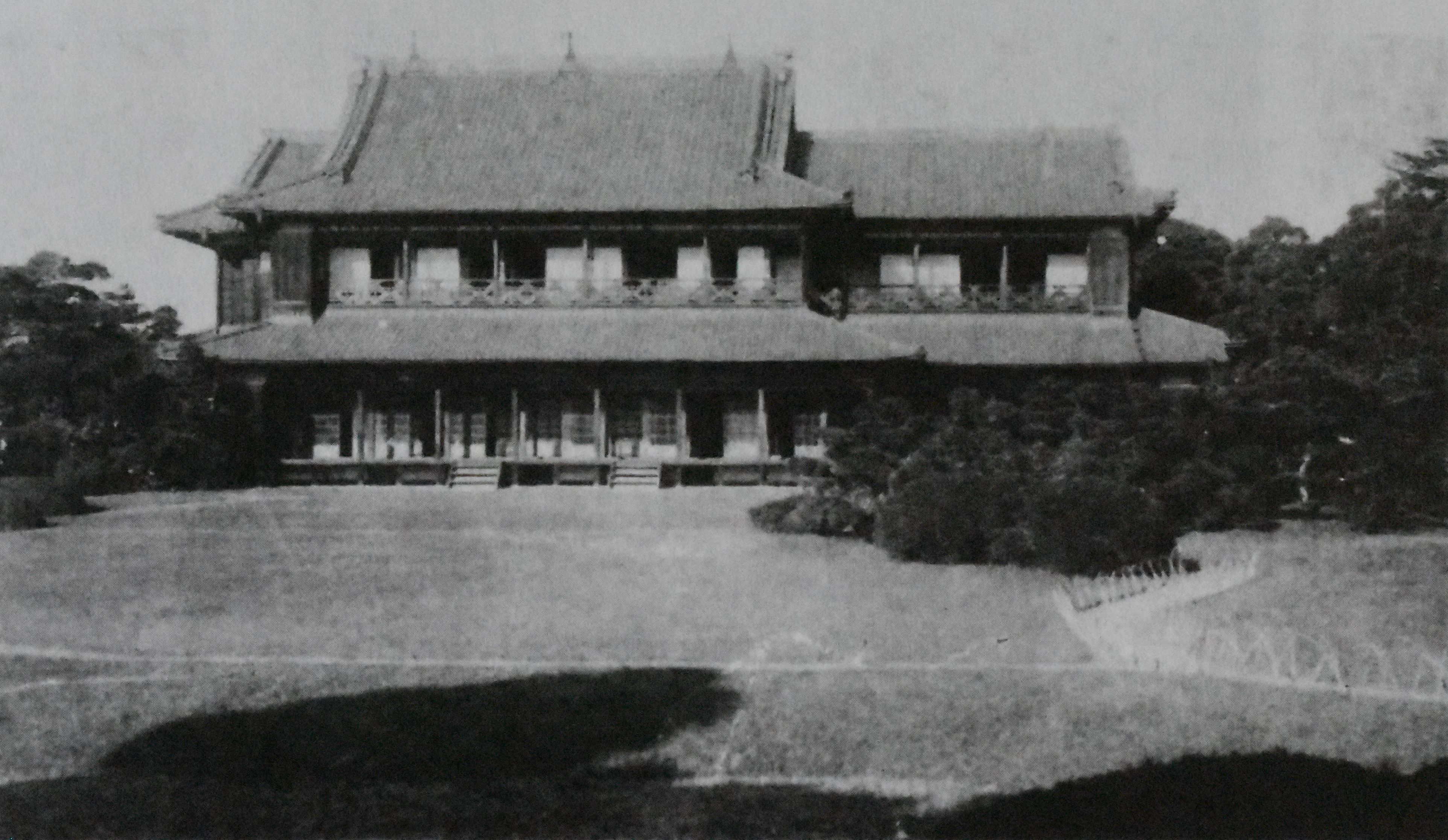
昭和初期頃の「静岡御用邸」

木造庁舎が手狭になったため、1932年（昭和7年）旧静岡御用邸敷地内（追手町15番地の1 ⑤の場所）に新庁舎建設が決まる。建設は競って決める予定だったが、設計は中村與資平に決められた。しかし中村の計画はスペイン風の近代様式にするなど、元々の条件と違っていた。そのため工費も増額されたが、これが東海の主要都市の市役所として相応しいとされたため施工に移った。施行は勝呂組（かつろぐみ）が担当して進められ、1934年（昭和9年）に完成した。
1934年（昭和9年）10月1日に静岡市役所として開庁。1986年（昭和61年）前方左側（⑥の場所）に新館が完成。2005年（平成17年）の3月末に、市役所静岡庁舎（新館）に機能が移転され、現在は、市議会議場や市民ギャラリーとして利用されている。

##### 昭和(戦後)・平成の大修理の状況
以下のとおりである。
- 1973年（昭和48年）3月　静岡市中央業務地区再開発基本構想
- 1979年（昭和54年）9月　静岡市新庁舎建設基本構想
- 1980年（昭和55年）2月　静岡市庁舎建物の耐震診断所見
- 1986年（昭和61年）10月　市庁舎本館改修設計調査開所
- 1986年（昭和61年）12月　同実施設計開始
- 1987年（昭和62年）2月　同実施設計完了
- 1988年（昭和63年）6月　同工事開始
- 1989年（平成元年）8月　同工事完了
- 1989年（平成元年）10月　静岡百周年記念展

#### 建築様式
- 所在地：静岡市葵区追手町
- 設計：中村與資平
- 施工：勝呂組
- 構造：鉄筋コンクリート造、4階建
- テラコッタ制作：伊奈製陶
- 竣工年：1934年（昭和9年）

静岡市役所本館のドームは通称「あおい塔」とも呼ばれる。設計を行った中村與資平が「市の王冠としての意味」を担うものとして提案した。塔頂までの高さは42.4メートルで、ドームは緑ベースにモザイクタイルが貼られ、星型等のモザイクが施されている。
議場のステンドグラスは、静岡市出身のステンドグラス工芸家である小川三知の甥・小川三樹が図案を制作した。施工は村上開明堂が行い、三樹の弟・木村信三も関わっていた。

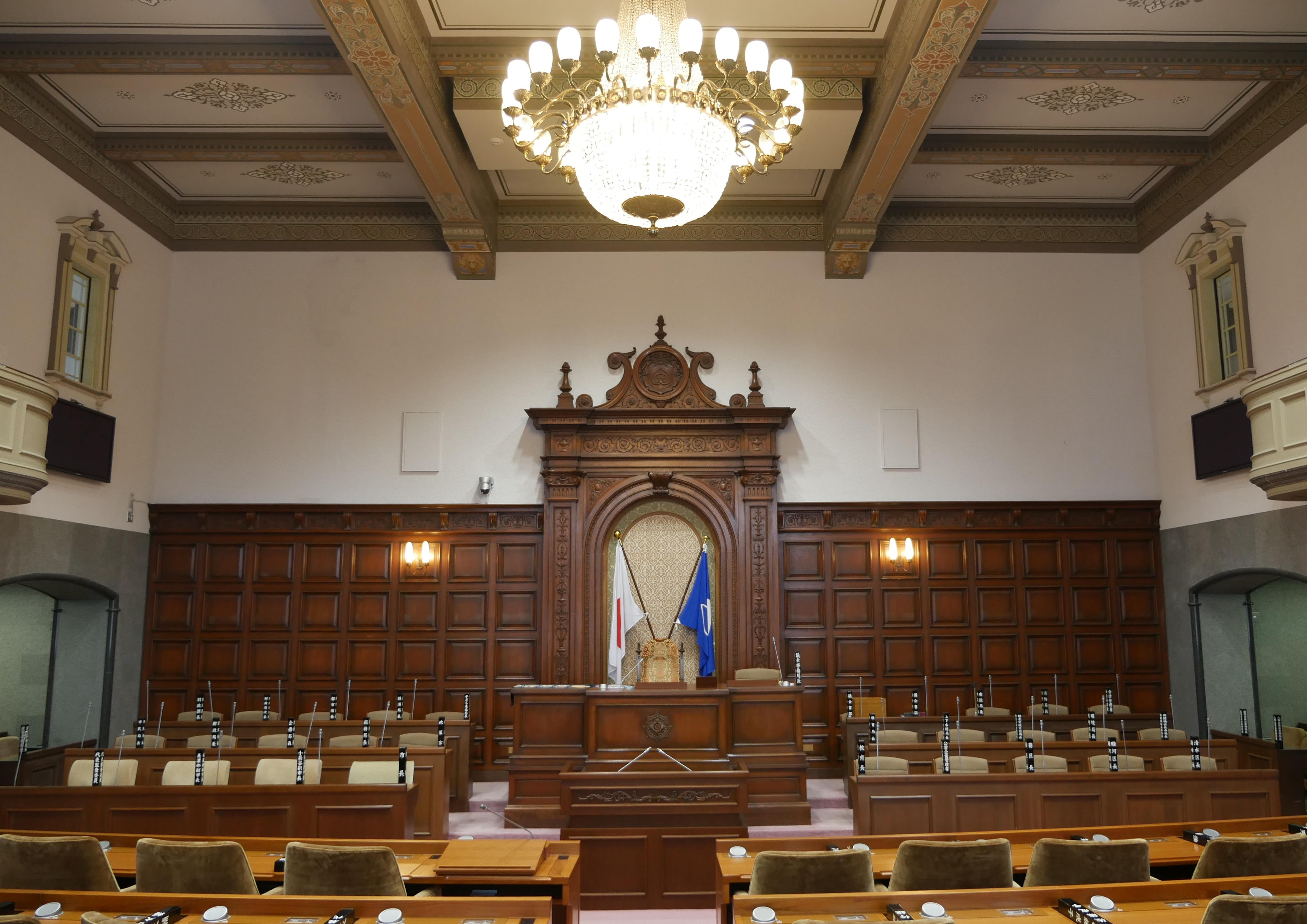
静岡市議会　議場（2018年5月撮影）
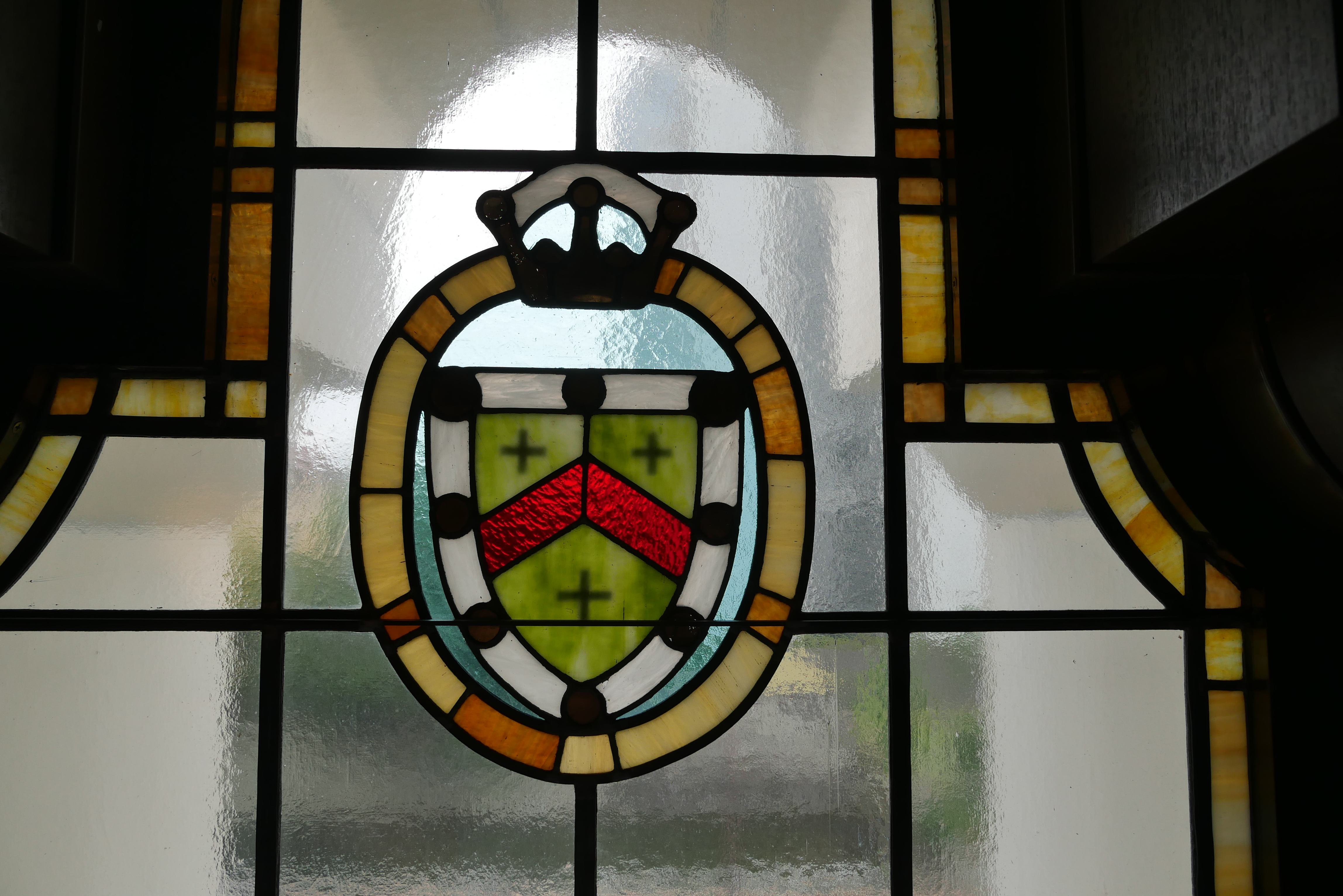
静岡市役所　静岡庁舎本館　議場内のステンドグラス。（2018年5月撮影）
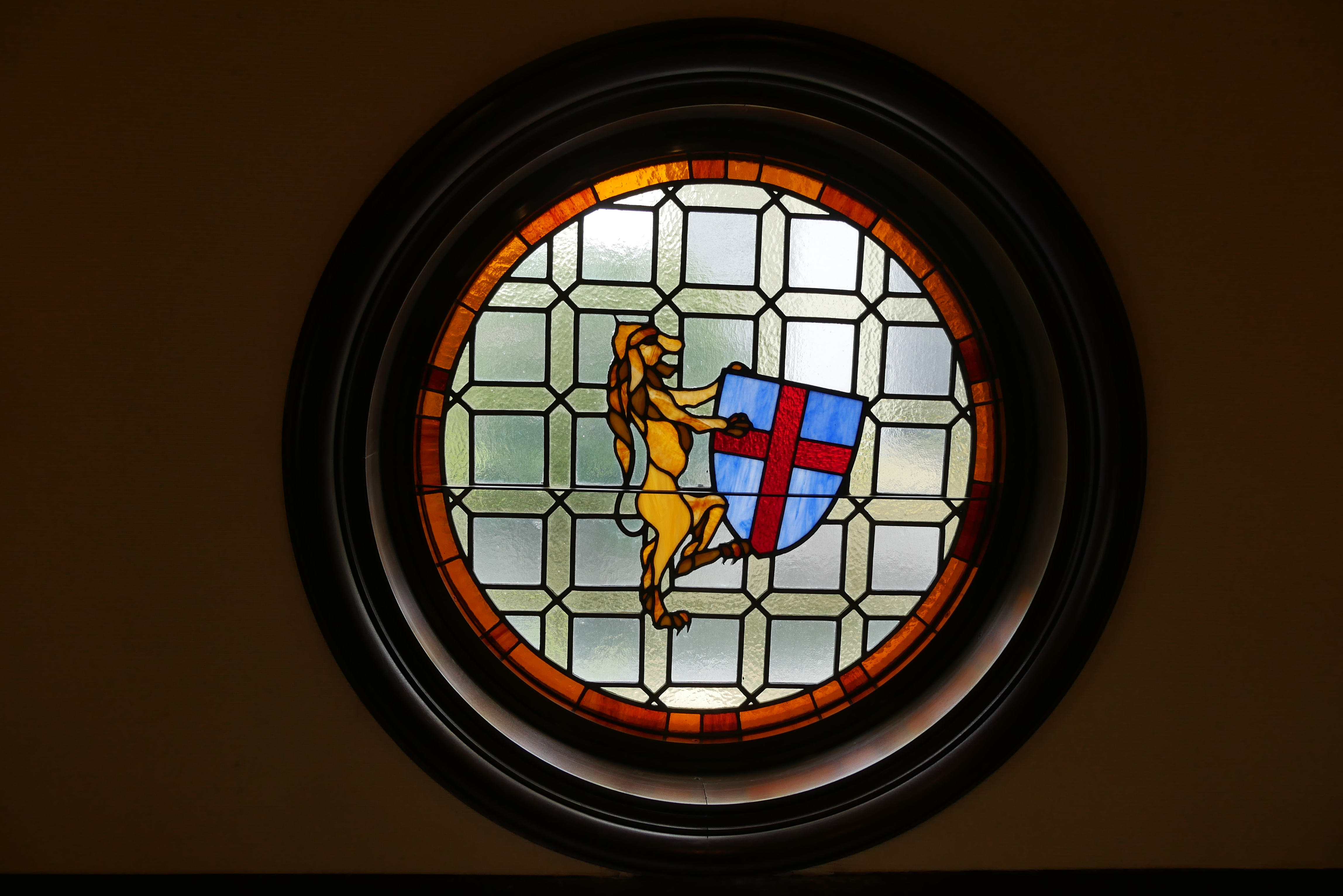
静岡市役所　静岡庁舎本館　議場内のステンドグラス。（2018年5月撮影）
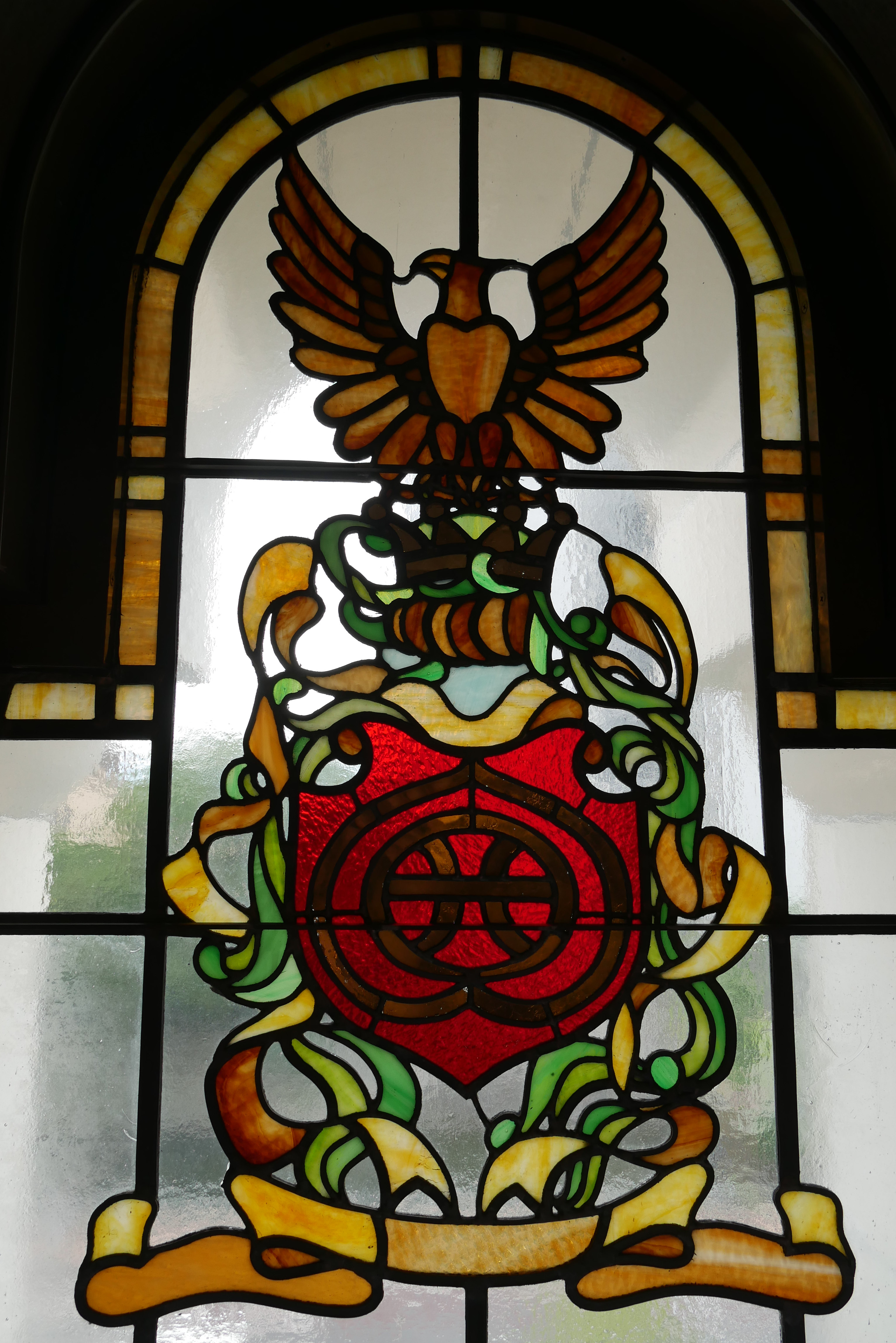
静岡市役所　静岡庁舎本館　議場内のステンドグラス。（2018年5月撮影）
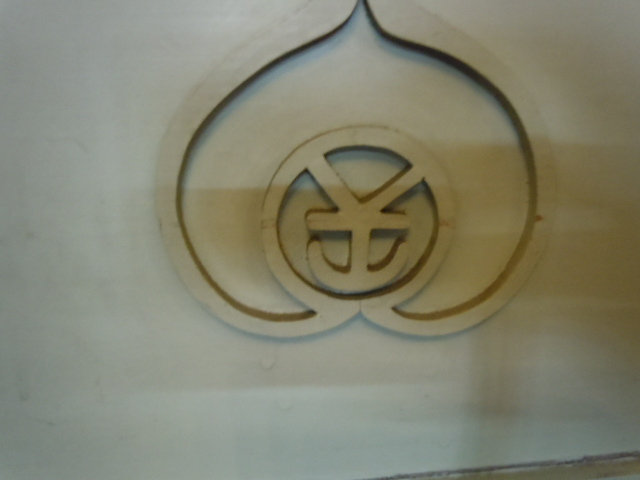
静岡市役所本館　入り口ドアに飾られている旧静岡市章（2018年5月撮影）
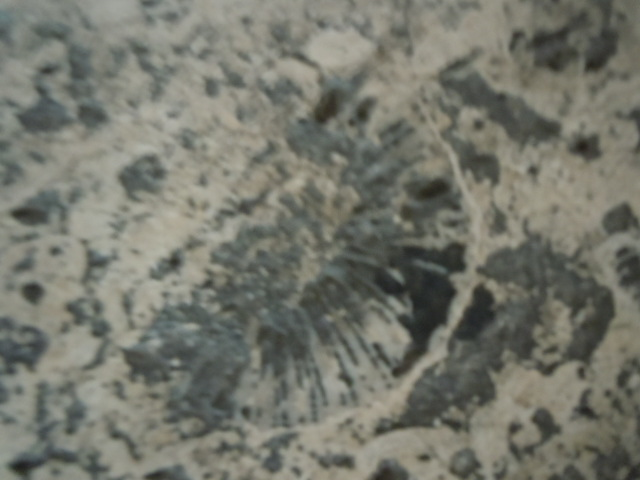
静岡市役所本館 庁舎階段に含まれるアンモナイト（2018年5月撮影）

#### 国の登録有形文化財（建造物）の経緯
- 1996年（平成8年）11月15日、静岡市役所本館は、文化財保護審議会から国に文化財として答申され、適合第一号として選ばれた。デザイン性として、造形の模範となっており、登録基準の中で評価された[23][24][25]。同年12月20日に、国の登録有形文化財（建築物）として登録された[26]。

| 階 | 静岡市役所 |
| -- | --- |
| 4F | 環境創造部（清流の都創造課、環境保全課）、廃棄物対策部（廃棄物政策課、産業廃棄物対策課、収集業務課）、静岡市清掃公社、傍聴席           |
| 3F | 新館連絡通路、議場、第1会議室、第1・2・3委員会室、第1・2応接室、議会特別会議室                                                         |
| 2F | 議長室、副議長室、議長応接室、議員控室、議会事務局（議会総務課、議事課、調査法制課）、第2会議室、議員特別応接室、第3応接室、議会図書館 |
| 1F | 財政部（管財課）、環境創造部（環境総務課）、市民ギャラリー、警備員室                                                                   |

### 交通
- JR静岡駅から徒歩10分[1]。
- 静鉄電車「新静岡駅」から徒歩5分[1]。
- しずてつジャストラインバス「県庁・静岡市役所葵区役所」下車[1]。

## 清水庁舎・清水区役所

### 庁舎（静岡市役所・清水区役所）
| 階  | 静岡市役所 |
| --- | --- |
| 9F  | 農林水産部（農林総務課、農業振興課、農地整備課、治山林道課、水産漁港課）、教育部（学事課、教職員課教師塾担当）、会議室91                           |
| 8F  | 教育委員会（教育長室、調整室）、教育部（教育総務課、教職員課、教育施設課、学校教育課、学校給食課）                                                 |
| 7F  | 下水道部（下水道総務課、下水道計画課、下水道建設課、下水道維持課、下水道施設課）、会議室71・72                                                     |
| 6F  | 水道部（水道総務課、営業課、給水装置課、水道管路課、水道施設課）、下水道部（下水道維持課排水設備担当）、会議室61                                   |
| 5F  | 経済局（調整室）、商工部（産業政策課、商業労政課、観光・シティプロモーション課、清水港振興課）、職業相談所、会議室51・52                           |
| 4F  | 都市計画部（都市計画事務所）、土木部（土木事務所）、道路部（道路整備第3課）、市政記者クラブ（清水分室）、会議室41・42・43                          |
| 3F  | 清水ふれあいホール（市議会議場跡）、会議室第1・第2（清水歴史資料コーナー）・301～314                                                               |
| 2F  | 保健衛生部（保健所清水支所）、都市計画部（清水駅周辺整備課）、建築部（住宅政策課清水分室、市振興公社市営住宅受付）、国際交流協会、会議室21・22・23 |
| 1F  | 市民生活部（消費生活センター（清水相談窓口））、会計室（清水会計課）、警備員室                                                                     |
| B1F | 食堂、売店 |
|     | 清水区役所 |
| 4F  | 総務・防災課（市政情報コーナー）、区選挙管理委員会                                                                                                 |
| 3F  | まちづくり振興課 |
| 2F  | 税務課、軽自・証明センター |
| 1F  | 戸籍住民課、保険年金課、市民相談室、清水福祉事務所（生活支援課、保育児童課、高齢介護課）                                                           |

### 交通
- JR清水駅から徒歩15分[1]。
- 静鉄電車「新清水駅」から徒歩5分[1]。
- しずてつジャストラインバス「清水区役所」下車[1]。

## 駿河区役所

### 庁舎
| 階 | 静岡市役所                                           | 駿河区役所                                                               |
| -- | ---------------------------------------------------- | ------------------------------------------------------------------------ |
| 4F | 文書庫、機械室                                       |                                                                          |
| 3F | 営業課（駿河サービス担当）                           | 総務・防災課、市政情報コーナー、まちづくり振興課、区選挙管理委員会事務局 |
| 2F | 駿河福祉事務所（生活支援課、保育児童課、高齢介護課） | 税務課、軽自・証明センター                                               |
| 1F | 総合案内、警備員室                                   | 戸籍住民課、保険年金課、区会計課                                         |

### 交通
- しずてつジャストラインバス みなみ線（内回り）「駿河区役所・静岡新聞社前」下車[1]

## 不祥事・労働問題
- 2019年6月 - 男性職員（50代）が2014年に職場で自殺したのは、過重な業務や部下からの逆パワハラにより発症したうつ病が原因として、地方公務員災害補償基金静岡市支部は公務災害と認定した[27]。

## 関連事項
- 静岡市（葵区、清水区、駿河区）
- 政令指定都市
- 静岡市消防局
- 静岡市教育委員会